# Манкс (мачка)
Манск мачка, или манска мачка, је безрепа раса домаће мачке која потиче са Острва Мен у Ирском мору, велике и округле главе, чврстог тела средње величине, тежине између 3,5–5,5 kg.
Њушка је широка са јасним, благим стопом и великом округлом избочином из које расту бркови. Уши, средње величине, смештене су широко и готово стално у покрету. Очи су крупне и округле. Код изузетних примерака безрепост је потпуна. Ово је изузетно снажна и здрава мачка, привидно трапава и зечијег хода. Одличан је ловац. Врло је тиха и помало резервисана.

## Историја

### Порекло и фолклор
Мачке без репа, тада зване  (очигледно у једнини и у множини) у колоквијалном манском језику, су почетком 19. века биле познате као мачке са Острва Ман, отуда и назив, где су и даље значајан али опадајући проценат локалне популације мачака. Безрепост је настала као природна мутација на острву, иако народно предање и даље постоји да су безрепе домаће мачке тамо донете морем. Оне потичу од копнених предака нејасног порекла. Као и све кућне мачке, укључујући оближњу британску и ирску популацију, оне ултиматно воде порекло од афричке дивље мачке (Felis lybica), а не од аутохтоних европских дивљих мачака (Felis silvestris), којих је острво дуго било лишено.
Доминантна особина безрепости произилази из спонтане мутације, гена безрепог манкса, који је на крају постао уобичајен на острву због ограничене генетске разноликости биогеографије острва (пример ефекта оснивача и, на подспецифичном нивоу,the sub-specific level крива врста-област).
На манском језику, модерно име расе је kayt Manninagh, дословно „мачка са Мана“ (множина kiyt или kit), или kayt cuttagh досл. 'боб-репна мачка'. Kayt, који се користи и као именица мушког и женског рода, такође се сусреће као cayt, и у зависности од тачне конструкције, може се дати као chayt или gayt. Деминутивна реч је pishin или pishyn, 'маче' (са разним множинама). Сама реч Manx се често писала Manks на енглеском све до касних 1800-их.
Постоје бројне народне приче о манској мачки, све од којих су „релативно недавног порекла“;‍:7 у потпуности су фокусиране на недостатак репа и лишене су религиозних, филозофских или митских аспеката који се налазе у традиционалном ирско-нордијском фолклору домородачке манске културе, и у легендама о мачкама из других делова света.‍:7
Често се сматра да је назив рта Шпанска глава на обали острва настао из локалне приче о броду шпанске армаде који је потонуо у том подручју, иако нема доказа који би сугерисали да се то заиста догодило. Народно предање даље тврди да је безрепа мачка испливала на обалу из поменутог бродолома и тако донела ту особину на острво. Међутим, мачке без репа нису опште познате у Шпанији, чак и ако би такав бродолом био доказан.
Без обзира на генетску и историјску стварност, постоје разне нестварне ламарковске народне приче које настоје да објасне зашто манкси имају скраћен реп. У једној од њих библијски Ноје је затворио врата ковчега када је почела да пада киша и случајно одсекао реп манкс мачки која скоро да је била остављена ван сплава. Током година се на разгледницама са Острва Ман појавио велики број карикатуре који приказују сцене у којима се мачји реп прегази и одсече на различите начине, укључујући мотоцикл, референцу на мотоциклистичке трке које су популарне на острву и ажурирање приче о Ноју. Пошто је ген толико доминантан и „напада” друге расе када се укршта (често без знања власника) са манксом, постојало је народно веровање да једноставно боравак у близини манске мачке може проузроковати да друге расе некако произведу мачиће без репа.
Други генетски неостварив извештај тврди да је манкс био хибридно потомство мачке и зеца, наводно да објасни зашто нема реп или га има мало, дуге задње ноге и понекад скакућући ход. Прича о машанцу мачке и зеца додатно је појачана распрострањеном народном бајком о „кабиту”.
Популације безрепих мачака постоје и на неколико других места у Европи, посебно у Корнволу, само 250 mi (400 km) од острва Ман. Популација на малом, изолованом данском полуострву (бившем острву) Рерсе у Великом појасу може бити последица доласка на острво мачака манског порекла, бродовима. Сличне мачке се такође налазе на Криму, полуострву налик на острво у Црном мору, иако је непознато да ли су генетски сродне са манкс мачкама или су случајно сличан резултат ограничења острвске генетске разноликости, попут неповезаног бобтејла са Курилских острва, карелског бобтајл, јапанског бобтајла и индонежанске ломбок мачке. Манкс ген може бити повезан са сличним доминантним геном за супресију репа недавне расе америчког бобтејла, али манкс, јапански бобтејл и друге краткорепе мачке нису кориштене кориштене у програму узгоја те нове расе, те изгледа да се мутација спонтано појавила у раси. Могућа веза са расом пикси-боб, која такође варира од крмастих до оних са целим репом, није позната.

### Признање као раса
Манкс мачке су биле изложене на изложбама мачака, као именована, посебна раса (и са модерним правописом „манкс“), од касних 1800-их. У то доба, неколико изложби је пружало одељење манкса, а изложени примерци су обично улазили у класу „Било који други варијетет“, где често нису могли да се такмиче осим ако нису „изузетно добри по величини и ознакама“. Стручњак за рани узгој и излагање кућних љубимаца Чарлс Хенри Лејн, и сам власник награђиваног ретког белог крмастог манкса по имену Лорд Лук, објавио је први познати (иако неформални) стандард расе за манкса у свом раду из 1903. године Зечеви, мачке и отвори, али је напомену да би се већ у време писања „ако је судија разумео расу“ манкс јасно разликовао од неке друге безрепе мачке која је изложена, „пошто су изглед животиње, њени покрети и њен општи карактер карактеристични." Нису сви тадашњи стручњаци за мачке били наклоњени овој раси; у раду Мачка: Њена својства и управљање у здрављу и болестима, Франк Товненд Бартон је 1908. написао: „Нема разлога да се препоручи раса, док губитак репа ни на који начин не побољшава њену лепоту.“
Манкс је била једна од првих раса коју је признало Удружење одгајивача мачака (CFA) (преовлађујући регистар педигрејских мачака са седиштем у Сједињеним Државама, основан 1908. године), који има евиденцију о овој раси у Северној Америци још од 1920-их.

## Понашање
Фансиери често описују манске мачке као налик псима по понашању.
Ова веровања о понашању манкса нису била описана у прошлости. Лејнеов рани и искусан приказ темперамента ове „разноврстности, која је необична и занимљива“ једноставно је да су биле „послушни, добре ћуди и дружељубиве“, и да би наградни примерак требало да буде „опрезна, активна животиња велике снаге и енергичног карактера.“
Манкси су цењени као ловци, за које се зна да убијају већи плен (нпр. одрасле пацове) чак и када су младе, и стога су дуго биле тражене за радне улоге попут мачке на фарми (Манкс: lughder или lugher 'мишоловац', од lugh 'миш')‍:507 и бродска мачка (screeberagh ии screeberey‍:138 у слободном преводу 'гребач', од screebagh или screebey 'гребање, стругање').‍:662–3

## У популарној култури

### Национални симбол Острва Ман
Острво Ман користи манску мачку као један од симбола острвске нације и своје јединствене културе. На валути Острва Ман, манске мачке су приказане на задњој страни четири посебне комеморативне крунске кованице. Прве две, издате 1970. и 1975. године, су самостална издања у бакар-никлу и сребру, док је трећа, 1988. године, инаугурисала континуирану серију годишњих издања мачјих новчића који су такође произведени у злату у различитим величинама. Скоро скривена манска мачка се појављује у позадини на сваком од издања од 1989. и надаље са другим расама. Манкс са мачетом је поново била представљена 2012. године.
Манска мачка, у стилизованој келтској уметности чворова, такође се појављује на острвском пенију из 1980–83. Ова раса се налази на бројним поштанским маркама Острва Ман, укључујући серију од шест марки из 2011. које репродукују уметност са разгледница манских мачака из викторијанског доба, украсни лист са једном марком из 1996. године, једну марку у туристичкој књижици са 10 марака из 1994. године, серији од пет марака манских мачака широм света из 1996. и сет ове расе у различитим дезенима длаке из 1989. године, плус два вредна издања из 1983. и 1989. Манска мачка се појављује на истакнутом месту као тема великог броја туристичке робе и предмета манксног поноса доступних на острву и преко интернета, који служе (заједно са трискелионом и четворорогом Лотен овцом) као амблем Острва Ман.